# 约瑟夫·什帕切克
约瑟夫·什帕切克（捷克語：Josef Špaček，1927年8月7日—2004年7月11日），捷克斯洛伐克共产党领导人之一，布拉格之春的支持者。。